# Jalpa de Méndez
Jalpa de Méndez es una ciudad, cabecera del municipio homónimo, en el estado mexicano de Tabasco. Se localiza a 29 km de la ciudad de Villahermosa, capital del estado. Es famosa por ser cuna del coronel Gregorio Méndez Magaña, un militar que participó en la Intervención francesa en Tabasco, y que en su honor el municipio y la ciudad llevan su nombre. 
La importancia de esta ciudad en la época colonial, era tal, que fue nombrada capital del partido de la Chontalpa y durante muchos años fue una de las dos villas más importantes de la provincia colonial de Tabasco.

## Toponimia
El nombre de esta población proviene del vocablo náhuatl Xal-pan o Shal-pan, de Shali= arena y pan= terminación toponímica, lo que se traduce como: "sobre la arena". Al momento de fundar la ciudad durante la colonia, los españoles la escribieron Xalpa. Más tarde se le agregó el apellido Méndez en honor al Coronel Gregorio Méndez Magaña, el máximo héroe tabasqueño e hijo predilecto de la ciudad.

## Historia
Fue de las primeras poblaciones españolas en Tabasco junto con Santa María de la Victoria, San Juan Bautista y Tacotalpa. Aunque hasta ahora se desconoce la fecha exacta de su fundación, se sabe que en 1550 ya habitaban en ella varias familias españolas. Debido a que los indígenas cimatecos no se habían rendido a la corona española, el gobierno colonial de Tabasco implementó la estrategia de establecer poblaciones españolas en la Chontalpa para de esta forma ir cercado a los rebeldes. La primera población que se estableció fue la villa de Santiago Cimatán en el vecino municipio de Cunduacán en 1545, sin embargo fue destruida por los indígenas cimatecos. 
Posteriormente el alcalde mayor de Tabasco Alonso de Bazán y Herrera decidió en 1550 establecer una nueva población española en la zona para cercar a los indígenas de Cimatán, fundando así la villa de Xalpa, a la que nombró cabecera de la Chontalpa y ordenó el traslado de varias familias a la recién fundada villa para convertirla en punta de lanza para la conquista y colonización de la región.

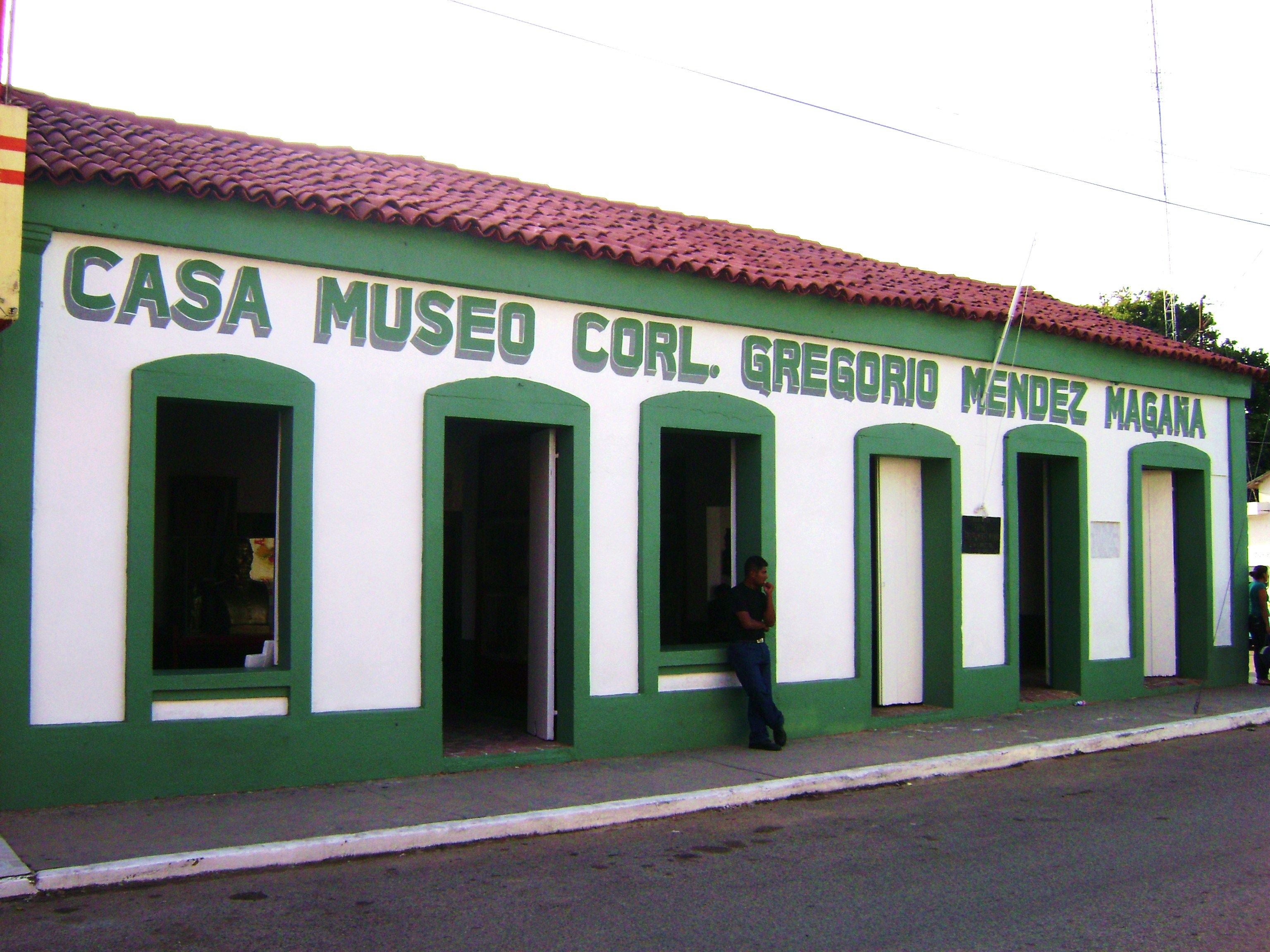
Una verdadera joya del Municipio. Casa del Benemérito de Tabasco.

En 1557 y cuando la población de Xalpa comenzaba su desarrollo, se inicia el azote de los piratas en las costas de Tabasco, y al poco tiempo los piratas comienzan a adentrarse en la Chontalpa a través de los ríos. Entre 1680 y 1689, su población comenzó a decaer (al igual que en otras muchas poblaciones del estado) debido a las invasiones piratas, que obligaron a los habitantes a refugiarse en poblaciones más al interior del estado, de hecho, el pirtata Laureen Graff "Lorencillo" se convirtió en un verdadero azote para las diversas poblaciones de la Chontalpa incluyendo a Xalpa,  hasta que los pobladores de la Chontalpa decidieron desviar las aguas del río Mezcalapa (que en ese tiempo desembocaba en la barra de Dos Bocas) hacia un afluente del río Grijalva, desde entonces, el antiguo cause del Mezcalapa disminuyó drásticamente su caudal llamándosele "río Seco". Esta desviación ocurrió en el punto llamado "Nueva Zelanda" del municipio de Cárdenas.
El 27 de marzo de 1836, nació en la villa de Jalpa, Gregorio Méndez Magaña uno de los héroes más importantes de Tabasco y considerado "hijo predilecto de Jalpa" debido a que fue el artífice de la expulsión de los invasores franceses, al derrotarlos en la Batalla de El Jahuactal el 1 de noviembre de 1863 cerca de la ciudad de Cunduacán, y posteriormente expulsarlos de la capital y del estado, en la Batalla del 27 de febrero de 1864 cubriendo de gloria a las armas nacionales.
El 17 de noviembre de 1852, la villa de Jalpa es designada cabecera del partido del mismo nombre. 
El año de 1887, por decreto, el H. Congreso del Estado de Tabasco, determinó que la villa de Jalpa lleve el nombre de Jalpa de Méndez, en honor al Coronel Gregorio Méndez Magaña.
La villa de Jalpa de Méndez fue elevada a la categoría de ciudad el 26 de mayo de 1955.
La ciudad aún conserva su antigua división en cuatro barrios pirncipales, como el Barrio de Guadalupe, Barrio San Luis, Barrio La Candelaria y Barrio Santa Anna.

## Educación
El municipio de Jalpa de Méndez cuenta con escuelas incorporadas a la SEP tanto públicas como particulares, el Instituto de Estudios profesionales de Tabasco, está ubicado sobre la Calle Corregidora n.° 1 altos. Siendo esta la escuela líder en computación, la escuela está incorporada a la GDCFT y su Clave de Centro de Trabajo que otorga la SEP es 27PBT0236G.
http://www.ieptab.edu.mx/
En el año 2015 inició funciones la División Académica Multidisciplinaria de Jalpa de Méndez  de la Universidad Juárez Autónoma de Tabasco impartiendo las licenciaturas en genómica, enfermería e ingeniería en petroquímica, posteriormente en 2016 se anexa ingeniería en nanotecnología.

## Población

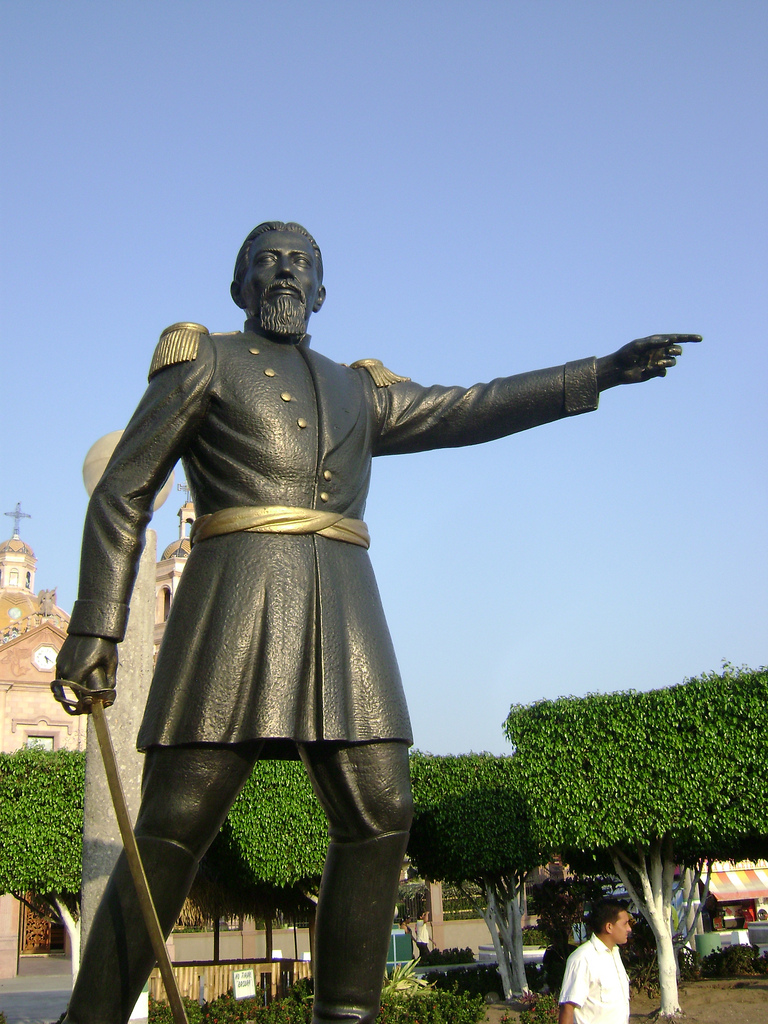
Estatua del Coronel Gregorio Méndez Magaña. Benemérito de Tabasco e hijo predilecto de Jalpa de Méndez.

Según datos del Censo General de Población y Vivienda del año 2010, la ciudad de Jalpa de Méndez, contaba con una población de 15 695 habitantes.

## Urbanismo

### Servicios
La ciudad de Jalpa de Méndez, cuenta con sus calles pavimentadas con concreto, y cuenta con los servicios de electricidad, alumbrado público, agua potable, drenaje y alcantarillado, mercado público, servicio de limpia, servicio de telefonía pública, convencional y celular, panteón municipal, rastro, parques y jardines.

### Comercio
La ciudad cuenta con supermercados de cadenas nacionales e internacionales, como Oxxo, Soriana Express de Organización Soriana, Bodega Aurrera de Walmart de México y Centroamérica, y Súper Che del Grupo Chedraui, además de variadas tiendas nacionales. 
Cuenta con servicios de papelerías, ferreterías, carpinterías, dulcerías, tienda de abarrotes, zapaterías, fondas, restaurantes, heladerías, tiendas de ropa, salones de belleza, veterinarias y librerías.

## Comunicaciones
La ciudad se localiza a 29 km de la ciudad de Villahermosa que es la capital del estado. Para llegar a Jalpa de Méndez, se toma la carretera estatal Villahermosa-Comalcalco, la cual lleva directamente a esta ciudad pasando antes por Nacajuca.
Esa misma carretera estatal, comunica a la ciudad de Jalpa de Méndez, con la ciudad de Comalcalco.
Existe otra carretera estatal que comunica a esta ciudad con la ciudad de Cunduacán.
También está la carretera estatal Jalpa de Méndez-Chiltepec, la cual comunica a la ciudad con el municipio de Paraíso.
Existe un proyecto también para ampliar la carretera de Villahermosa-Nacajuca-Jalpa de Méndez-Comalcalco a 4 carriles.

## Turismo

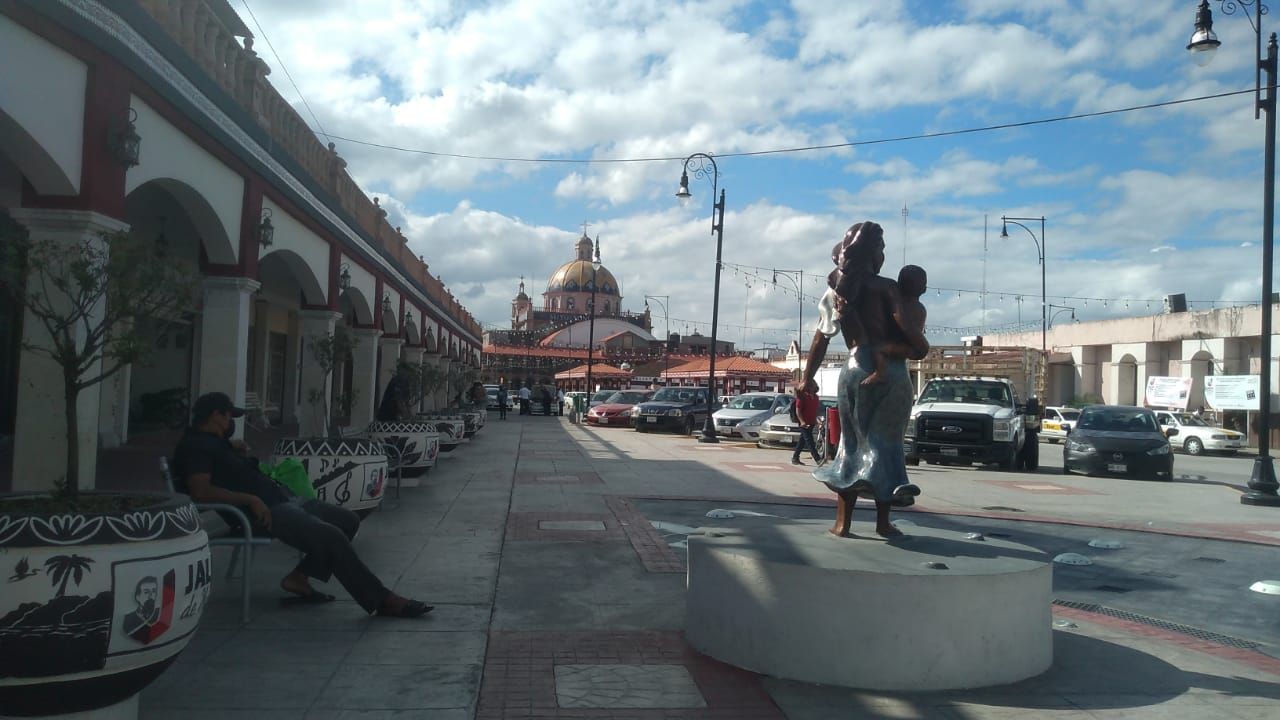
Parroquia de San Francisco de Asís vista desde el Monumento a la Madre.

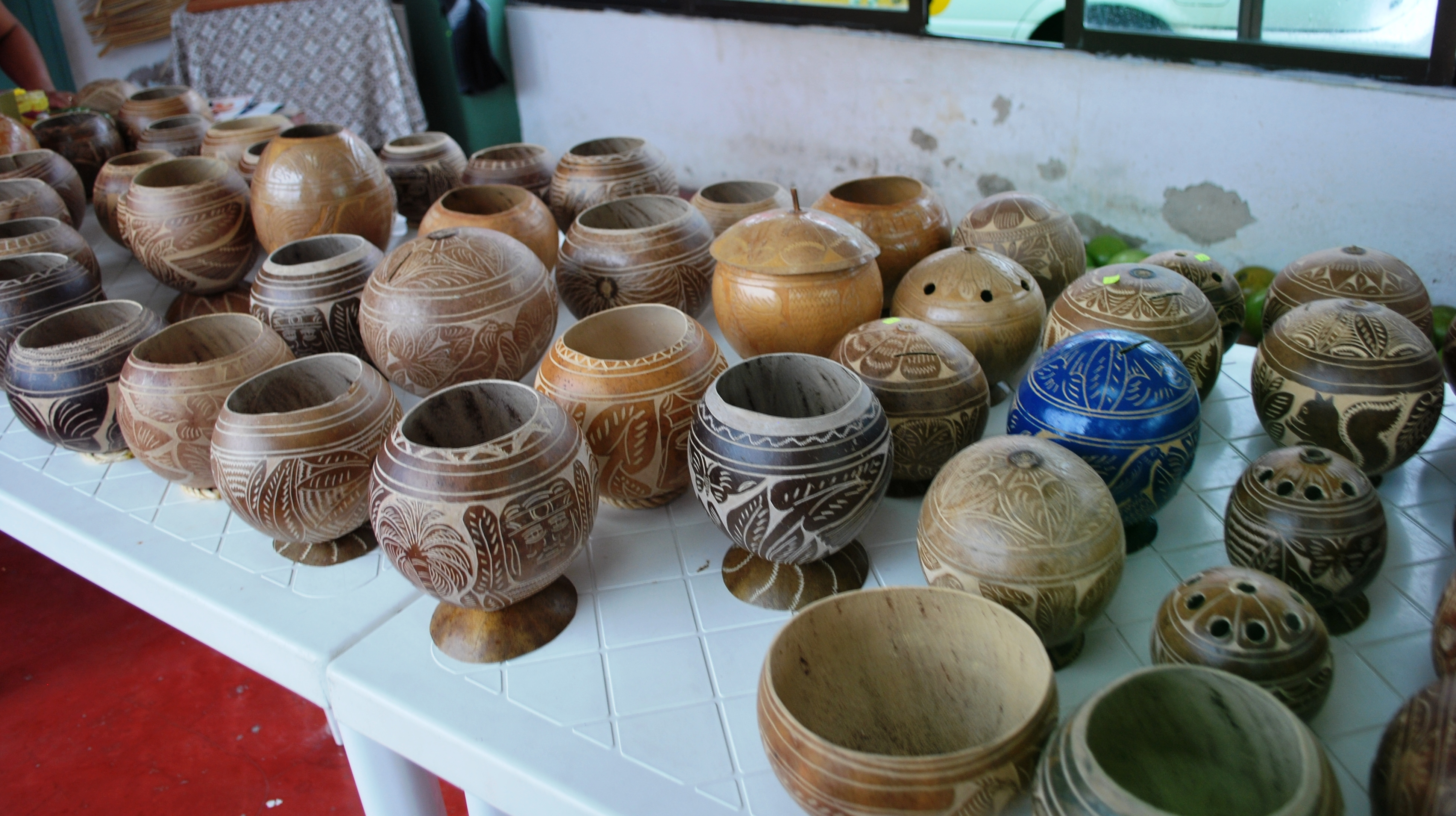
Jícaras labradas la artesanía típica de Jalpa de Méndez.

Jalpa de Méndez se encuentra dentro de la Ruta del Cacao, junto con Nacajuca, Comalcalco, Paraíso y Cunduacán; y también es parte del Corredor Turístico Biji Yokot'an, junto con Nacajuca.
La ciudad de Jalpa de Méndez cuenta con una de las iglesias más hermosas del estado de Tabasco: la Parroquia de San Francisco de Asís. Así, como también, la Casa Museo del Coronel Gregorio Méndez Magaña, Los humedales de Pomposú - Julivá y la fábrica de puros "Don Remo".
También, es conocida mundialmente por las famosas Jícaras labradas, las cuales son de las artesanías más importantes del estado y también las más buscadas por los turistas. Estas creaciones de los artesanos jalpanecos constituyen verdaderas obras de arte orgullo de Tabasco.